# Andrea Conti
Andrea Conti, född 2 mars 1994, är en italiensk fotbollsspelare som spelar för Sampdoria.

## Karriär
Den 7 juli 2017 värvades Conti av Milan. Den 21 januari 2021 lånades Conti ut till Parma på ett låneavtal över resten av säsongen 2020/2021 och därefter med en tvingande köpoption. Dock eftersom Parma blev nedflyttade till Serie B under säsongen gick inte köpoptionen igenom.
Den 10 januari 2022 värvades Conti av Sampdoria.